# Скорострельность
Скорострельность — одна из основных тактико-технических характеристик различного вооружения, определяющая эффективность огня. 
Под скорострельностью понимают количество выстрелов в единицу времени, которое способно производить оружие.
Различают:
- Боевую скорострельность — количество выстрелов в минуту, которое теоретически можно произвести с учётом операций прицеливания и перезарядки.
- Техническую скорострельность — количество выстрелов в минуту, которое производит оружие без учёта операций прицеливания и перезарядки.
- Темп стрельбы — техническая скорострельность автоматического оружия при стрельбе в автоматическом режиме. Например, если у АК темп стрельбы 600 выстрелов/мин, то при беспрерывной стрельбе 30-патронный магазин опустеет за три секунды.

## Типичная скорострельность разныхвидов оружия
| Вид оружия                         | Скорострельность (число выстрелов в мин) | Скорострельность (число выстрелов в мин) |
| Вид оружия                         | техническая                              | боевая                                   |
| ---------------------------------- | ---------------------------------------- | ---------------------------------------- |
| Пистолет-пулемёт, автомат          | 400—1200                                 | 40—240                                   |
| Автоматическая винтовка            | 400—900                                  | 40—120                                   |
| Ручной пулемёт                     | 500—1000                                 | 60—150                                   |
| Станковый пулемёт                  | 600—1500                                 | 150—300                                  |
| Многоствольный пулемёт             | 3000—10000                               | 600—2000                                 |
| Зенитный пулемёт                   | 500—1000                                 | 100—1000                                 |
| Автоматическая зенитная пушка      | 200—1000                                 | 200—1000                                 |
| Гаубица, пушка, безоткатное орудие | 5—10                                     | 1,5—6                                    |
| Миномёт                            | 10—25                                    | 5—25                                     |